# Toxocarpus laevigatus
Toxocarpus laevigatus är en oleanderväxtart som beskrevs av Ying Tsiang. Toxocarpus laevigatus ingår i släktet Toxocarpus och familjen oleanderväxter. Inga underarter finns listade i Catalogue of Life.